# Pivitsheide V. H.
Pivitsheide V. H. ist ein Ortsteil von Detmold im Kreis Lippe in Nordrhein-Westfalen, der etwa sieben Kilometer westlich der Stadtmitte liegt. Das Kürzel „V. H.“ steht für „Vogtei Heiden“, zu der das Dorf früher gehörte. Die Herkunft des Namens „Pivitsheide“ ist umstritten. Er soll entweder vom plattdeutschen „Piuits“ (arme Leute) oder vom Vogel Kiebitz (plattdeutsch „Püiwitk“) stammen, heißt im letzten Falle also „Kiebitzheide“. Der Kiebitz bevorzugt Heidelandschaften wie die Senne. Erwähnt wird der Ort das erste Mal 1617 in den Salbüchern der Vogtei Heiden. Die ehemals selbständige Gemeinde wurde am 1. Januar 1970 nach Detmold eingemeindet.
Neben Pivitsheide V. H. gibt es auch Pivitsheide V. L., das ebenfalls ein Ortsteil von Detmold ist. Die beiden Orte galten zu Beginn des 20. Jahrhunderts als die Spargel- und Kartoffeldörfer Lippes. Als erste bauten die Besitzer des traditionsreichen Eichenkruges Spargel auf dem leichten Sandboden an, der im Mai zusammen mit Sennekartoffeln und Schinken verzehrt wurde.
Der Hasselbachteich entstand 1981 auf einem früher industriell genutzten Gelände und dient heute der Naherholung. Von 1674 bis 1900 befand sich hier eine Papiermühle, danach ein Sägewerk und zwei Möbelfabriken. Heute ist der Teich Ausgangspunkt für Wanderungen durch das Hasselbachtal zum idyllisch gelegenen Donoperteich. Dieser durch den Stau des Hasselbachs entstandene Teich wurde vor dem Dreißigjährigen Krieg auf Geheiß des Landesherrn Simon Heinrich 1683 für die Fischzucht angelegt und nach dem Kammerherrn von Donop benannt. Der Name Hasselbach weist auf die damals hier gezüchteten Senner Pferde hin, denn „Hassel“ bedeutet auf Plattdeutsch „Fohlen“.
Die benachbarten Detmolder Ortsteile sind Nienhagen, Heidenoldendorf, Hiddesen und Pivitsheide V. L. In Pivitsheide V. H. wohnen auf einer Fläche von 3,4 km² insgesamt 3086 Bürger (August 2023). Ortsbürgermeister ist derzeit Michael Bröske (CDU), der Vertreter im Stadtrat ist ferner Kai Kottmann (SPD).

## In Pivitsheide geboren
- Hermann Kesting (1899–1954), Schulrektor und Mitglied des Landtags Lippe